# Josep Maria Forn
Josep Maria Forn i Costa, también José María Forn, (Barcelona, 4 de abril de 1928- ib., 4 de octubre de 2021) fue un director de cine, guionista, productor y actor español.

## Trayectoria
De joven intentó dedicarse a la Literatura, pero desde 1950 se dedicó al Cine. Empezó con el cortometraje Gaudí (1954) e hizo algunas películas comerciales. Obtuvo un cierto éxito con La piel quemada (1967), donde abordaba las corrientes migratorias a Cataluña desde el resto de España, a pesar de la fuerte censura de la época.
En 1975, fundó y presidió el Instituto de Cine Catalán desde donde impulsó la producción de cortometrajes y noticiarios. De 1987 a 1991, fue director general de cinematografía del departamento de cultura de la Generalidad de Cataluña. En 1994, fue elegido presidente del Colegio de Directores de Cine de Cataluña. En 2001, recibió la Cruz de San Jorge.

## Filmografía

### Como director
| - 1954: Gaudí (corto) - 1957: Yo maté - 1959: Muerte al amanecer - 1960: La vida privada de Fulano de Tal - 1960: La rana verde - 1961: ¿Pena de muerte? | - 1962: La ruta de los narcóticos - 1962: Los culpables - 1963: José María - 1964: La barca sin pescador - 1967: La piel quemada - 1975: La respuesta | - 1977: Coses que tornen (corto) - 1979: Companys, procés a Catalunya - 1991: ¿Lo sabe el ministro? - 1998: Subjúdice - 2006: El coronel Macià - 2015: El somni català |

### Como actor
| - 1978: La ràbia - 1978: Serenata a la claror de la lluna - 1979: Alicia en la España de las maravillas - 1980: La campanada | - 1981: Un drac, Sant Jordi i el cavaller Kaskarlata - 1982: Puny clos - 1983: Como un adiós - 1985: Un, dos, tres... ensaïmades i res més |

## Premios
Medallas del Círculo de Escritores Cinematográficos
| Año  | Categoría   | Película        |
| ---- | ----------- | --------------- |
| 1968 | Mejor guion | La piel quemada |